# Cheiloneurus perbellus
Cheiloneurus perbellus är en stekelart som först beskrevs av Girault 1922.  Cheiloneurus perbellus ingår i släktet Cheiloneurus och familjen sköldlussteklar. Inga underarter finns listade i Catalogue of Life.